# VOICES music from FINAL FANTASY
VOICES music from FINAL FANTASY （ヴォイシーズ ミュージック・フロム・ファイナルファンタジー）は、2006年2月18日にパシフィコ横浜国立大ホールで行われたコンサート。株式会社スクウェア・エニックス主催。
指揮はアーニー・ロス、演奏はこのコンサートのために編成されたプリマビスタ・フィルハーモニック・オーケストラ。この名称は『ファイナルファンタジーIX』に登場したプリマビスタ楽団に由来する。

## 特色
ゲームソフト「ファイナルファンタジーシリーズ」の楽曲をオーケストラアレンジし、実際にオーケストラを従えて演奏したコンサートである。20020220 music from FINAL FANTASYコンサートやTOUR de JAPON music from FINAL FANTASYコンサートとの大きな違いとして、「人の声」という楽器に焦点を当てた構成となっており、すべての曲にボーカルかコーラスがついている。
また、開催時期がファイナルファンタジーXIIの発売直前であったためコンサートにもかかわらずファイナルファンタジーXIIの販売促進イベントのような側面も持っていた。具体的には次に上げるような点が見受けられた。
- ロビーにファイナルファンタジーXIIの体験コーナーを設置
- ロビーにジャッジメントの等身大フィギュアを展示
- ロビーにファイナルファンタジーXII ポーションの発売前試飲コーナーを設置
- コンサート開始前にファイナルファンタジーXII出演声優による挨拶を実施 （司会はウダツ田中）

## 出演者
- 司会
  - 植松伸夫
  - 片山理恵子
- ヴォーカル
  - 白鳥英美子
  - RIKKI
  - 増田いずみ
  - アンジェラ・アキ
  - モーグリーズ
  - 太田悦世（メゾ・ソプラノ）
  - 渡邉澄晃（テノール）
  - 小田川哲也（バス）
- 指揮
  - アーニー・ロス
- 演奏
  - プリマビスタ・フィルハーモニック・オーケストラ
  - THE BLACK MAGES

## 曲目
- 第一部
  1. プレュード
  2. Liberi Fatali (FF8)
  3. フィッシャーマンズ・ホライズン (FF8)
  4. 祈りの歌 (FF10)
  5. 素敵だね (FF10) / 歌：RIKKI
  6. ファイナルファンタジー ドゥワップメドレー / 歌：モーグリーズ
  7. いつか帰るところ〜Melodies of Life (FF9) / 歌：白鳥英美子
  8. ファイナルファンタジー
- 第二部
  1. プリマビスタ楽団 (FF9)
  2. 約束の地 (FF7AC)
  3. Memoro de la Ŝtono〜Distant Worlds (FF11) / 歌：増田いずみ
  4. Eyes On Me (FF8) / 歌：アンジェラ・アキ
  5. Kiss Me Good-Bye (FF12) / 歌：アンジェラ・アキ
  6. オペラ「マリアとドラクゥ」 (FF6) / メゾ・ソプラノ：太田悦世、テノール：渡邉澄晃、バス：小田川哲也

- アンコール
  1. スウィング de チョコボ
  2. 再臨:片翼の天使 (FF7AC) / バンド演奏：THE BLACK MAGES

なお、観客の盛り上がりから2回目のアンコール後にもう1回「再臨: 片翼の天使」を演奏した。

## その他
- 前評判も高く、チケットは販売開始から15分で完売したと言われている。
- 出演したRIKKIと増田いずみは出演時に妊娠していた。司会の植松伸夫は「今日は妊婦特集」というジョークを発していた。
- 2006年6月21日にはこのコンサートの模様を収録したDVDが発売された。ファンクラブ向けのDVDを除けば、ファイナルファンタジーのオーケストラコンサートのDVDが一般販売されるのは初めて。